# باشگاه فوتبال سیگما اولوموتس
باشگاه فوتبال سیگما اولوموتس  (به چکی: SK Sigma Olomouc) یک باشگاه فوتبال در جمهوری چک است که در شهر اولوموتس قرار دارد و هم‌اکنون در لیگ برتر فوتبال جمهوری چک بازی می‌کند.
این باشگاه در سال ۱۹۱۹ میلادی تأسیس شده‌است.

## افتخارات
- لیگ برتر فوتبال جمهوری چک 
  - نایب قهرمان (۱): ۹۶/۱۹۹۵
- جام حذفی فوتبال جمهوری چک
  - قهرمان (۱): ۲۰۱۲